# Iracema (personagem)
Iracema é a personagem que dá título ao romance do escritor José de Alencar, publicado em 1865, que tem como argumento histórico a colonização do Ceará no século XVII e os conflitos entre duas nações indígenas: os potiguaras, habitantes do litoral e aliados dos colonizadores portugueses, e os tabajaras, habitantes do interior e aliados dos franceses. Para enriquecer a trama, o autor mistura tradição oral à sua imaginação criativa, servindo-se, ainda, de cronistas como Aires de Casal, frei Manuel Calado, e Gabriel Soares de Sousa, na busca de referências históricas.
Os traços atribuídos a Iracema são análogos à exuberante natureza local. Ela é apresentada como "a virgem dos lábios de mel", cujos cabelos eram mais negros que a asa da graúna e o sorriso mais doce que o favo da jati. Essa harmoniosa relação, entretanto, dura somente até o contato da índia tabajara com o colonizador. O amor entre eles serve de alegoria no processo de colonização do Brasil e da América pelos europeus, e é duplamente proibido, pois pertencem a nações inimigas e Iracema representa um papel relevante entre os tabajaras, pois "sua mão fabrica para o Pajé a bebida de Tupã". Iracema viola o segredo de sua tribo e prepara a bebida para Martim que, entorpecido, imagina possuir a jovem índia e, quando desperto, torna-se seu esposo.
Iracema passa a viver um amor feito de renúncia e sacrifícios que a coloca na condição de pária e se vê obrigada a abandonar a sua gente. Não podia viver entre os brancos, nem entre os inimigos potiguaras. Exilada, carregava em seu ventre o fruto de uma nova formação – o mameluco: nem índio, nem europeu, mas brasileiro.
Só e saudosa de Martim, Iracema dá à luz o filho. Quando retorna da caça e da "peleja com seus aliados", Martim recebe das mãos de Iracema o filho "Moacir". Assiste a morte da esposa e a enterra ao pé do coqueiro. Este lugar, de acordo com o narrador, veio um dia a se chamar Ceará: "O primeiro cearense, ainda no berço, emigrava da terra da pátria. Havia aí a predestinação de uma raça?".

## Ligação externa
- Passeiweb - "Iracema, de José de Alencar - Análise completa"